# Fritz Steffen (Jurist)
Fritz Steffen (* 2. September 1890 in Breslau; † 16. Februar 1961 in Jena) war ein deutscher Jurist, Hochschullehrer für Bürgerliches Recht. und Zivilprozessrecht.

## Leben
Fritz Karl Steffen wurde in eine preußische Offiziersfamilie hineingeboren. Seine Eltern waren der damalige Hauptmann im Feldartillerie-Regiment Nr. 9 Paul Steffen und seine Ehefrau Susanna, geborene Räther.

### Schulausbildung
Seine Schulausbildung erfolgte in Görlitz. Am Städtischen Gymnasium Augustinum legte er 1908 das Abitur ab. Zu dieser Zeit war Steffens Vater in seinem Offiziersberuf außer Dienst gestellt. Paul Steffen arbeitete während der Schulzeit seines Sohnes Fritz als Wirtschafts- bzw. Ökonomie-Inspektor in Görlitz.

### Studium
Fritz Steffen studierte Rechts- und Staatswissenschaften an den Universitäten in Freiburg im Breisgau, Heidelberg, München und Breslau. Am 17. Juli 1911 legte er das erste juristische Staatsexamen mit dem Prädikat „Gut“ ab. Zur weiteren Vorbereitung auf den Dienst in der Justiz wurde er ab 2. August 1911 Referendar am Amtsgericht im schlesischen Landeshut.

### Doktorarbeiten
An der Juristenfakultät der Universität Breslau bestand er am 25. Juli 1911 das Rigorosum. Zur Erlangung der Doktorwürde reichte er eine wissenschaftliche Arbeit über die Wehrpflicht im Kaiserreich ein. Er widmete die Promotionsschrift seinem verstorbenen Vater. Die Dissertation wurde mit Genehmigung der Juristischen Fakultät in der Universitätsstadt gedruckt. In der Einleitung seiner Abhandlung erklärte Steffen die Wehrpflicht als eine der „zahlreichen Pflichten ... gegenüber dem Staat ... für jeden Staatsbürger“ und beschrieb die Militärdienstpflicht als eine „besonders ausgezeichnete Kategorie“ der Dienstpflichten. Im Einzelnen führte er aus: Der Staatsangehörige „kann herangezogen werden zur Mitwirkung bei der Verwaltung, bei der Rechtsprechung; am wichtigsten aber für den Staat und von der einschneidendsten Bedeutung für die Lebensführung des einzelnen ist die Mitwirkung bei der Verteidigung des Staates, die Leistung militärischer Dienste.“ Die beiden Gutachter waren die Hochschullehrer Gretener (1852–1933) und Brie (1838–1931), letzterer war Professor für Staats- und Kirchenrecht.
In der Weimarer Republik hielt Steffen im Wintersemester 1929/30 ein Referat an der Universität Göttingen im Seminar für Völkerrecht und Diplomatie über die Organisation und das System der damaligen deutschen Außenpolitik. Der Völkerrechtler Herbert Kraus regte an, Steffens Vortrag zu einer Doktorarbeit auszubauen. Im Dezember 1931 schloss der Doktorand die Dissertation ab. Das Institut für ausländisches öffentliches Recht und Völkerrecht der Kaiser Wilhelm-Gesellschaft ermöglichte Steffen die Verwertung eines noch im Duck befindlichen Aufsatzes mit dem Titel: Die Methode des Abschlusses internationaler Verträge von einem Abteilungsleiter im Institut für ausländisches öffentliches Recht und Völkerrecht.

### Tätigkeit in Niederschlesien
Nach Bestehen des zweiten Examens brachte es Steffen in seiner juristischen Karriere zunächst bis zum Landgerichtsrat und später zum Oberlandesgerichtsrat in seiner Geburtsstadt. Zudem wurde ihm 1943 von der Universität Breslau ein Lehrauftrag erteilt. Während seiner Tätigkeit beim Oberlandesgericht für die Provinz Niederschlesien wohnte er in einem der Evangelisch-Lutherischen Gemeinde in Breslau gehörenden Gebäudekomplex mit der Christuskirche.

### Wirken in Thüringen
Nach Ende des Zweiten Weltkrieges fand Steffen eine neue Heimat in Thüringen. Dort wurde er 1945/46 Direktor an einem Landgericht zunächst in Nordhausen und anschließend in Weimar. Nach seiner Berufung an die Universität Jena blieb er vorübergehend noch im Justizdienst tätig und war nebenamtlich am Oberlandesgericht als akademischer Richter tätig. In den Jahren 1948 bis 1955 wirkte er als Dekan der Rechts- und Wirtschaftswissenschaftlichen Fakultät der Universität Jena.
In einer Kritik an der Arbeit der Rechtswissenschaftlichen Fakultät in Jena bezüglich der Annahme von Dissertationen wurde unter anderem Steffen mittelbar als Erstgutachter einbezogen, ohne die Kritisierten namentlich zu benennen. Steffen und Buchda hatten 1956 eine Dissertation begutachtet und für gut befunden, die nach Auffassung der Kritiker von der Universität Halle geltendes Recht der DDR nicht berücksichtigt hatte, vor allem keine Entscheidungen des Obersten Gerichts auf dem Gebiet des Prozessvergleichs.
Kürschners Deutscher Gelehrten-Kalender veröffentlichte in seiner Ausgabe von 1961, dass Universitätsprofessor Fritz Steffen mit Lehrstuhl in Jena „entpflichtet“ wurde.